# Ceninensi

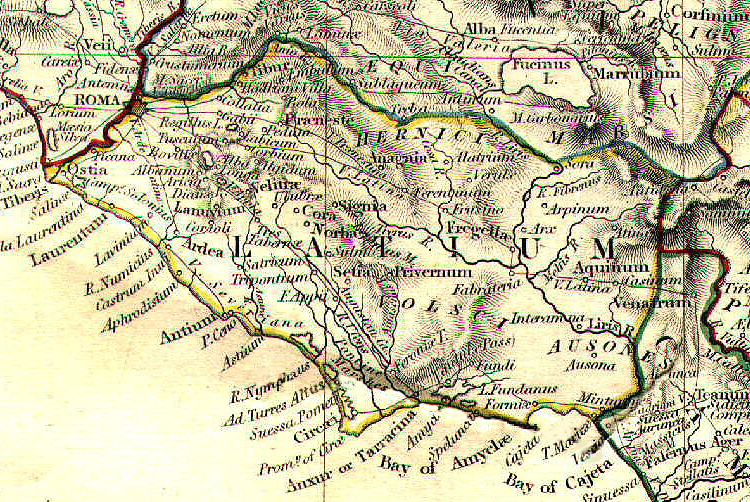
Il Latium vetus con le città di Caenina, Antemnae, Crustumerium, Medullia, Fidene e Veio, prime rivali della Roma di Romolo.

I Ceninensi o Ceninenti erano un popolo dell'Italia preromana stanziato nei pressi di Roma.

## Origine
Secondo Diodoro Siculo fu tra le città fondate da Silvio, figlio postumo di Enea e di Lavinia, e quindi di origine latina, anche considerando che Romolo vi si recava ad offrire sacrifici.
Per Plutarco invece erano di origine sabina.

## Storia
La loro capitale era il villaggio di Caenina, inclusa da Plinio il Vecchio nella sua lista di città scomparse.. 

Furono assorbiti dai Romani, dopo la vittoria che Romolo, il primo re di Roma, ottenne nel 752-751 a.C. contro di loro quando riuscì ad uccidere il loro comandante, ottenendo le spolia opima. Gli stessi Fasti trionfali celebrano: 
(Fasti trionfali, 2 anni dalla fondazione di Roma Fasti Triumphales : Roman Triumphs.)

### La Battaglia
Secondo la leggenda, i Ceninensi, irati per il Ratto delle Sabine e quindi anche delle loro donne, dichiararono guerra a Roma, senza attendere i Crustumini, gli Antemnati e i Curiti Sabini, tutti colpiti dal tradimento dei Romani. I due eserciti si schierarono nella pianura fra i colli romani, ma fu sparso il sangue di un solo uomo. Romolo, avanti ai Romani, fu con un balzo al di sopra del re ceninense, Acrone, e lo sgozzò.
Per un altro racconto, i Ceninensi, mentre stavano devastando il territorio romano, furono facilmente messi in fuga dai Romani, condotti da Romolo, che poi ne guidò l'inseguimento e ne uccise in duello il re. Quindi i Romani conquistarono Caenina al primo assalto.
Per un racconto i Ceninensi quindi, furono costretti ad abbattere le proprie case e a trasferirsi a Roma, dove acquisirono gli stessi diritti degli altri Romani, mentre per un altro racconto dovettero accettare che i Romani vi stabilissero una colonia di circa 300 uomini, cui furono cedute terre dei Ceninesi estratte a sorte.